# Josef Probošt
Josef Probošt (9. března 1849, Třebechovice pod Orebem – 20. března 1926 tamtéž) byl rolník, povozník a lidový řezbář, autor tzv. Třebechovického betlému. V roce 1882 zahájil tvorbu Třebechovického betlému. Společně s přáteli Josefem Kapuciánem a Josefem Frimlem vytvořili betlém, který je unikátní z hlediska výtvarného a etnografického, ale i technického.

## Biografie

### Mládí a rodina
Narodil se jako druhorozený syn v rodině sedláka Jana Probošta v Třebechovicích pod Orebem a manželky Marie, rozené Chudobové. Vyučil se truhlářem u mistra Podstaty. V roce 1869 nastoupil vojenskou službu, deset let sloužil jako pěšák a následující dva jako domobranec. Během dvanácti let vojenské služby prošel severem Itálie, Rakouskem, Uhrami, Balkánem a Polskem. Po návratu v roce 1882 převzal po svém otci hospodářství, jeho starší bratr Karel se dědictví zřekl, neboť studoval a následně se stal městským tajemníkem. Kromě práce na rodinném statku si Josef Probošt přivydělával jako povozník. Dne 7. února 1882 se oženil s Annou Faltovou (1864–1929) z Divce. Měli spolu dceru Annu, provdanou Moravcovou (1892-??).

### Vznik betléma

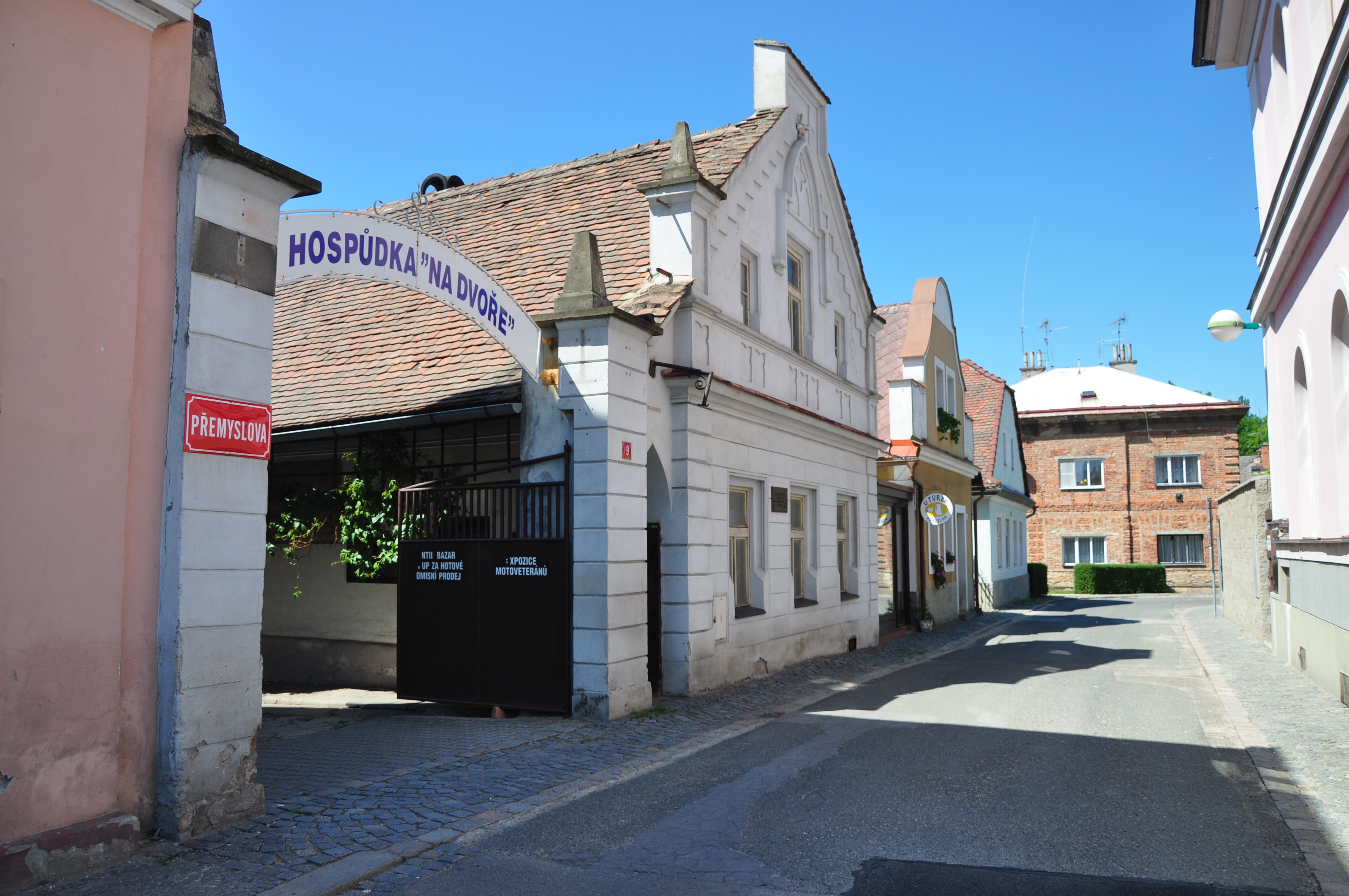
Dům Josefa Probošta, Přemyslova 9, Třebechovice

V roce 1882 Probošt při vyřezávání nástrojů pro hospodářství vyrobil první figurku do betlému. Postavička měla úspěch, avšak on se svou prací spokojen nebyl. Spolu s přáteli se pustil do vyřezávání jesliček, které daroval své manželce k Vánocům v roce 1885. Tvorba se mu zalíbila a rozhodl se jesličky rozšířit na celý betlém. V té době se do Třebechovic přistěhoval řezbář Josef Kapucián, kterého Probošt za stravu a byt na stavbu betlému angažoval.
Po dokončení biblické části Probošta dostihly výčitky svědomí, že se dostatečně nevěnuje hospodářství a práci načas přerušil. Pak ale dostal nápad ztvárnit i obyčejný život třebechovických obyvatel a tvorbě zcela propadl. Jednou při návštěvě hostince se nechal slyšet, že vytvoří „tak krásný a veliký betlém, že se na něj přijde podívat sám císař z Vídně…“. To podnítilo zájem o jeho dílo a několik největších obdivovatelů nabídlo Proboštovi pomoc.
Dokončený betlém v roce 1906 představil na výstavě Zemské jednoty řemeslnické v Chrasti, dílo získalo medaili a zlatý diplom. Probošt však potřeboval finance, kterých se mu nedostalo. Začal uvažovat, že po vzoru podkrkonošských betlémářů svůj výtvor umístí na valník či podvozek a vydá se s ním na cestu po poutích, jarmarcích a výstavách. Vstupné mělo hradit část ztrát zanedbaného hospodářství. Po Kapuciánově smrti v roce 1908 se na betlému děly již jen malé změny. Během první světové války Probošt spolu s Janem Sedláčkem betlém pouze drobně přestavoval, doplňoval o kulisy, vylepšoval pohyblivý mechanismus a vyměňoval figurky za povedenější. Darované peníze příležitostných návštěvníků Probošt většinou propil.

### Závěr života
O upadající hospodářství se musely starat jeho žena a dcera, které na práci nestačily a rodina živořila. Dne 20. března 1926 Probošt zemřel. Po jeho smrti rodina betlém vyhodila do kůlny a nechala napospas povětrnostním vlivům. Dokonce se říkalo, že betlém, který manželka vinila z jejich bídy, i proklela. Na počátku 30. let se Proboštova dcera Anna s manželem Josefem Moravcem rozhodla otcovo dílo prodat. Betlém nakonec po několika nezdařených pokusech 13. července 1934 pro Československou církev husitskou koupil majitel továrny na kožené zboží v Třebechovicích Jaroslav Burdych (1892–1957) za 15 225 korun.

## Třebechovický betlém
Podrobné informace na Třebechovický betlém

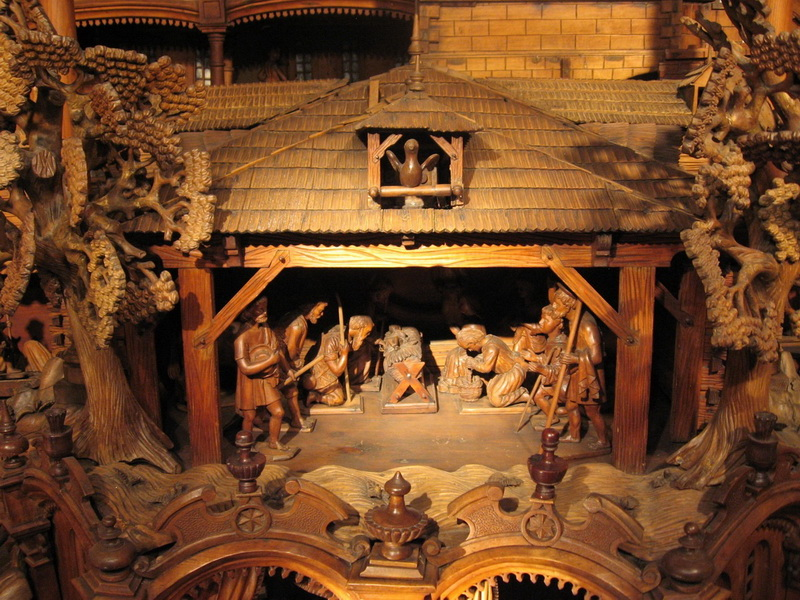
Jesličky Třebechovického betlému

Sám Probošt vytvořil jen několik postaviček, podílel se hlavně na scénografii, tvorbě krajiny, architektuře, řešení konstrukčních problémům a organizaci práce. V 90. letech 19. století uviděl Probošt velké pohyblivé betlémy a chtěl, aby se pohyboval i ten jeho. Pravděpodobně se inspiroval mechanickým betlémem Longina Vittiga. Nejprve se snažil vodit postavičky jako loutky, poté vytvořil systém provázků, který poháněl hodinový strojek (inspirace Vittigovým betlémem a dvěma betlémy z Frýdlantska). Ovšem ani jedno řešení nefungovalo. Proto angažoval sekerníka Josefa Frimla, který dokázal betlém uvést do pohybu.
Proboštovy figurky jsou produktem naivní kresby, která se liší od Kapuciánova popisného realismu. V některých případech se však může jednat o řezbu Viléma Krištofa. Proboštovy postavičky trpí disproporcemi (mají velkou hlavu a krátké nohy) a jsou propracovány jen na straně diváka, odvrácená strana prošla opracováním jen zhruba. Mezi Proboštovy postavičky patří především chalupníci přinášející dary. Podle jednoho z pamětníků Josef Kapucián opravoval některé Proboštovy figurky, které jsou většinou umístěny dále od diváka. Při vyřezávání strážců Herodesova paláce se Probošt nechal inspirovat dvanácti lety vojenské služby, čepice strážců se totiž velmi podobají c. a k. vojenským čepicím z té doby. Probošt vyřezal většinu figurek, které zaplňují celou levou stranu znázorňující krajinu z okolí Třebechovic pod Orebem. Mezi jeho nejlepší scény patří Ukřižování Ježíše Krista. Vytvořil rovněž původní figurky Tří králů. Nechal se inspirovat sochami v třebechovickém kostele svatého Ondřeje včetně jejich třiceticentimetrové výšky. To však do celkové scenérie nezapadalo, Kapucián je proto nahradil svými menšími řezbami.
V Třebechovickém betlému najdeme na druhé terase u levého okraje postavičku truhláře, který stojí u ponku. Podle zkoumání Proboštových portrétů etnograf Vladimír Vaclík usoudil, že se jedná o Probošta. Může jít rovněž o Jana Podstatu, u kterého se Probošt vyučil, či o Kapuciánovu postavičku Probošta, Proboštův autoportrét nebo tu stojí mistr Krištof.

## Posmrtné uctění památky
V roce 1999 proběhly oslavy 150. výročí narození Josefa Probošta. V Třebechovickém muzeu betlémů se uskutečnila výstava Pocta Josefu Proboštovi, kde se prezentovala i jeho méně známá tvorba, například vyřezávaný vrch Oreb. Ke zhlédnutí byly i další betlémy tvůrců, kteří se Proboštem nechali inspirovat. Proboštovi téhož roku město Třebechovice pod Orebem udělilo čestné občanství a odhalilo pamětní desku na jeho domě. V listopadu 1999 se uskutečnila etnografická konference s názvem Pocta Josefu Proboštovi, ze které vznikl sborník téhož jména. Rovněž v roce 1999 byl Třebechovický betlém prohlášen Národní kulturní památkou.